# Cyber-shot

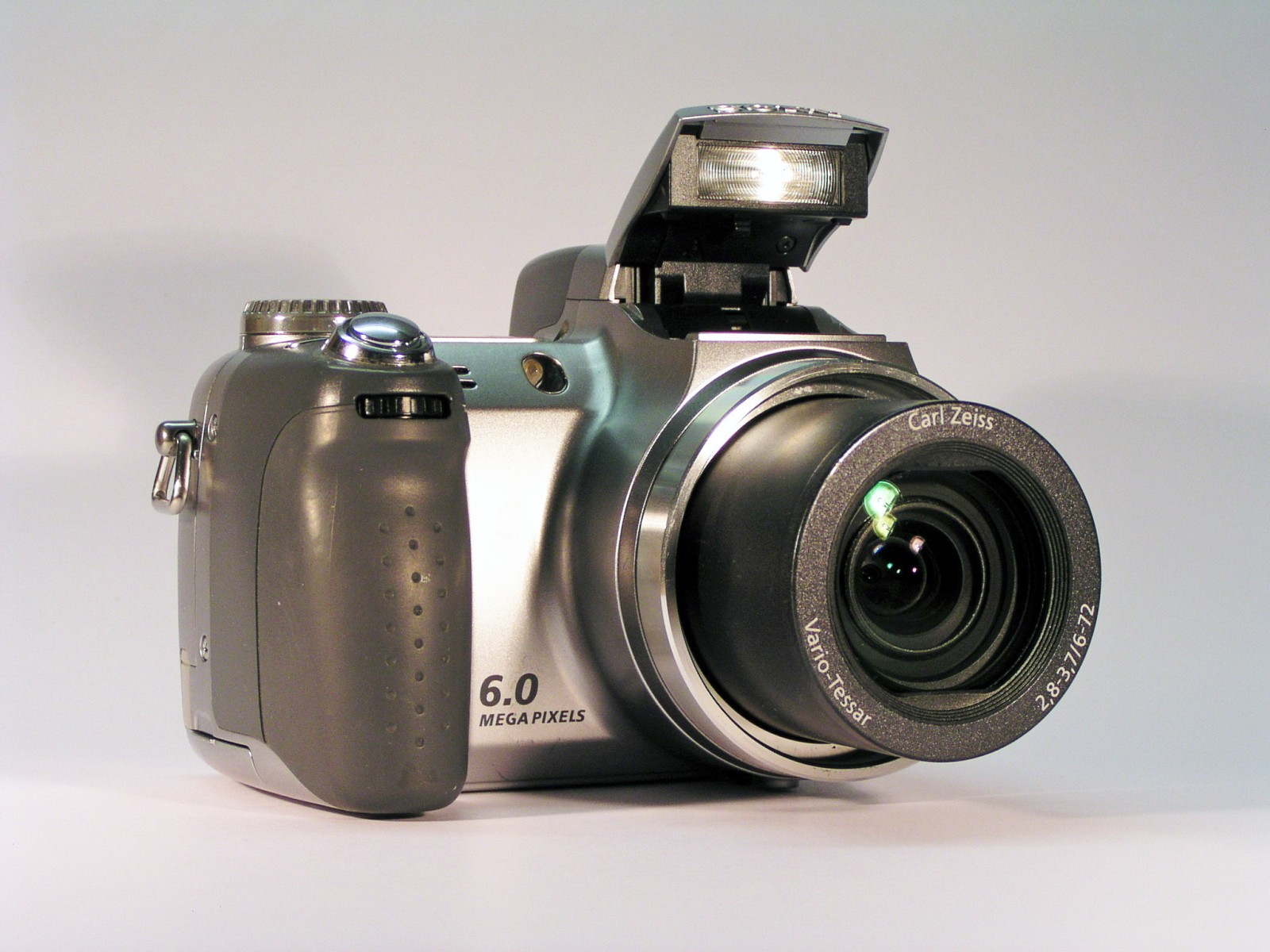
Sony Cyber-shot DSC-H2.

Cyber-shot är en serie digitalkameror tillverkade av Sony sedan 1999, bland annat kända för sitt patentskyddade kamerabatteri InfoLitium, linser av varumärket Carl Zeiss samt för sin design. Alla Cyber-shotkameror har även stöd för Sonys minneskort, Memory Stick och Memory Stick PRO Duo. Vissa storsäljande modeller av Cyber-shot har även stöd för CompactFlash. Alla modeller har också ett prefix i sitt modellnamn, DSC och står för Digital Still Camera (sv. digital stillbildskamera).

## Modeller

### D-serien
- DSC-D700
- DSC-D770

### F-serien

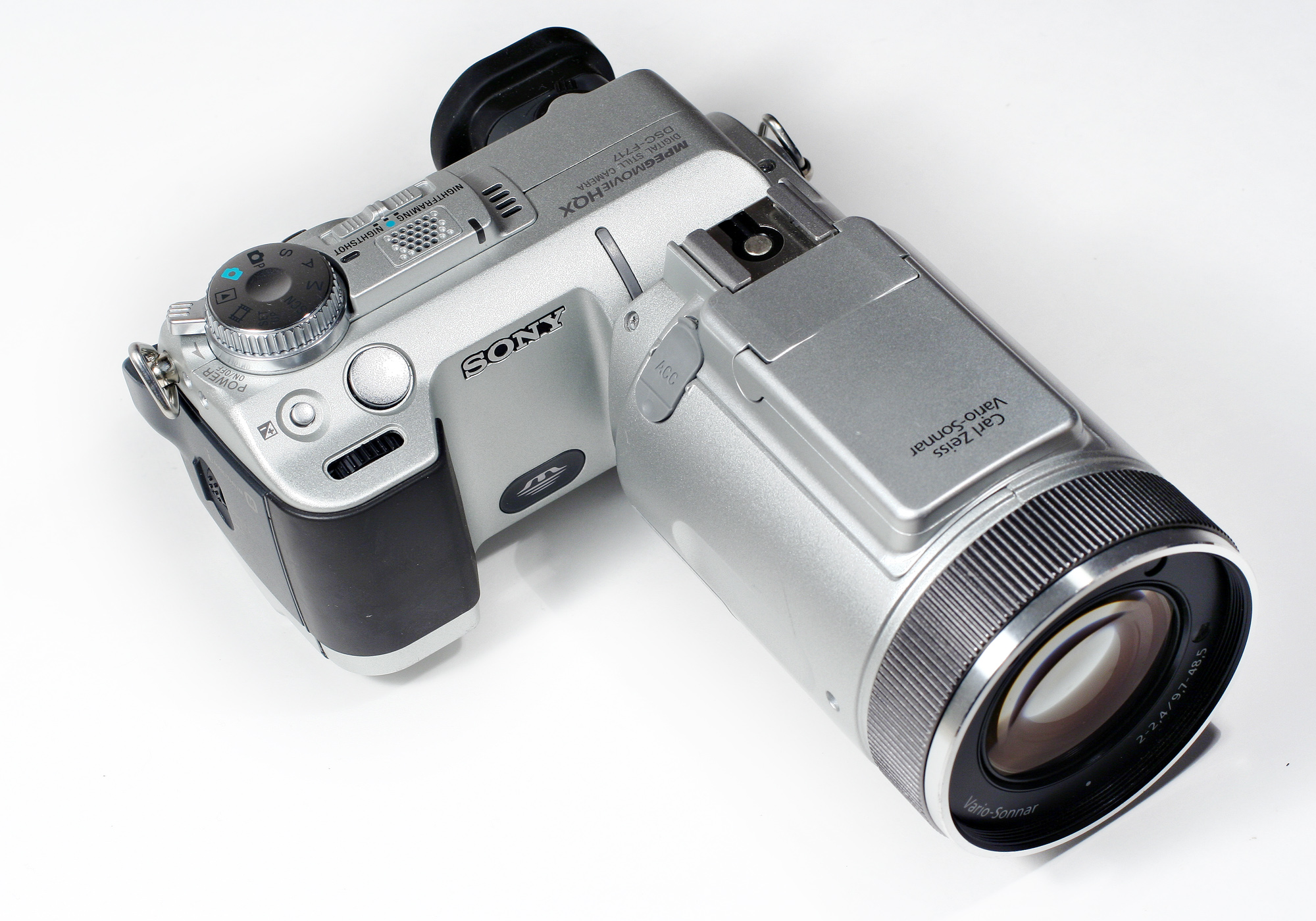
Sony Cyber-shot DSC-F717

- DSC-F505 (5x 38-190 mm. optisk zoom, 1/2" sensor) [1]
- DSC-F505V (5x 38-190 mm. optisk zoom, 1/1.8" sensor) [2]
- DSC-F55 (1999, 2.1 mpix, 37 mm. equivalent lens, 2.5x digital zoom, 1/2" sensor) [3]
- DSC-F55V (2000, 2.6 mpix, 37 mm. equivalent lens, 2x digital zoom, 1/1.8" sensor) [4]
- DSC-F707 (2001, 5x 38-190 mm. optisk zoom, 2/3" sensor) [5]
- DSC-F717 (5x 38-190 mm. optisk zoom, 2/3" sensor) [6]
- DSC-F828 (2003, 8.0 mpix, 7.1x 28-200 mm. optisk zoom, 2/3" sensor) [7]
- DSC-F88 (2004, 5.0 mpix, 3x 38-114 mm. equivalent zoom, 1/2.4" sensor) [8]

### G-serien
- DSC-G1 (2007, 6.0 mpix, 2 GB internt minne, 3x optisk zoom, face tracking technology)
- DSC-G3 (2009, 10.0 mpix, integrated Wi-Fi and web browsing, Carl Zeiss lens, 4x optisk zoom, face recognition) [9]

### H-serien

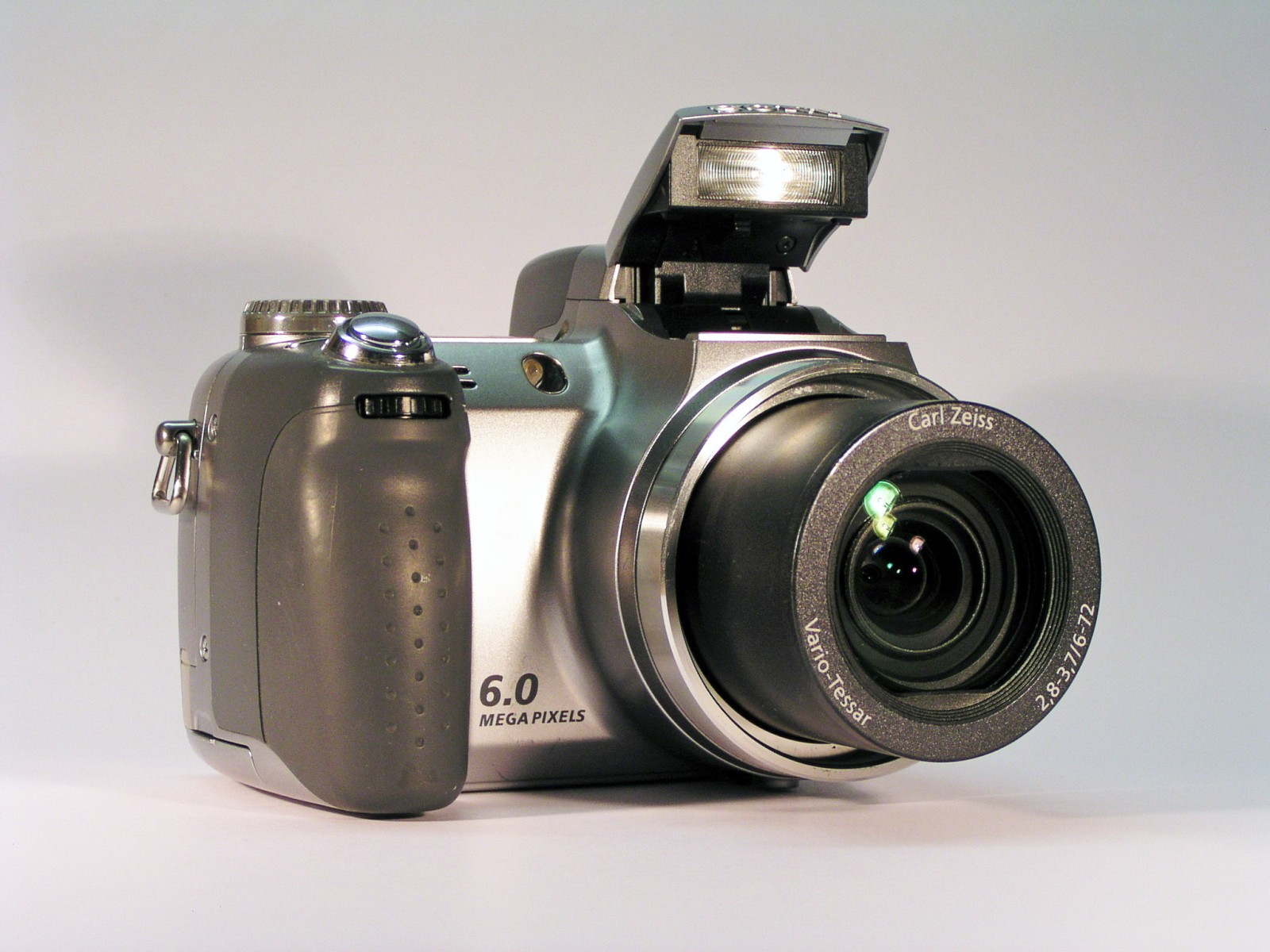
Sony Cyber-shot DSC-H2

- DSC-H1 (2005, 5.1 mpix, 12x optisk zoom) [10]
- DSC-H10 (2008, 8.1 mpix, 10x optisk zoom)
- DSC-H2 (2006, 6 mpix, 12x optisk zoom) [11]
- DSC-H3 (2008, 8.1 mpix, 10x optisk zoom, HDTV-utgång) [12]
- DSC-H5 (2006, 7.2 mpix, 12x optisk zoom) [13]
- DSC-H50 (2008, 9.1 mpix, 15x optisk zoom)
- DSC-H7 (2007, 8.1 mpix, 15x optisk zoom) [14]
- DSC-H9 (2007, 3.0" tiltning LCD touchscreen, 8.1 mpix, 15x optisk zoom) [15]
- DSC-HX1 (2009, 9.1 mpix, 20x optisk zoom)

### L-serien
- DSC-L1 (2004, 4.0 mpix, 3x optisk zoom) [16]

### M-serien
- DSC-M1 (2004, 5.0 mpix, 3x optisk zoom)
- DSC-M2 (2005, 5.0 mpix, 3x optisk zoom)

### N-serien
- DSC-N1 (2005, 3" LCD touchscreen, 8.1 mpix, 3x optisk zoom) [17]
- DSC-N2 (2006, 3" LCD touchscreen, 10.1 mpix, 3x optisk zoom) [18]

### P-serien

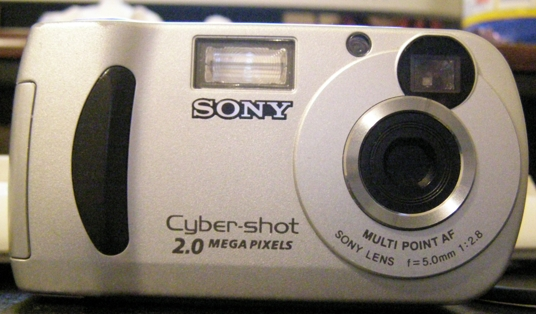
Sony Cyber-Shot DSC-P31

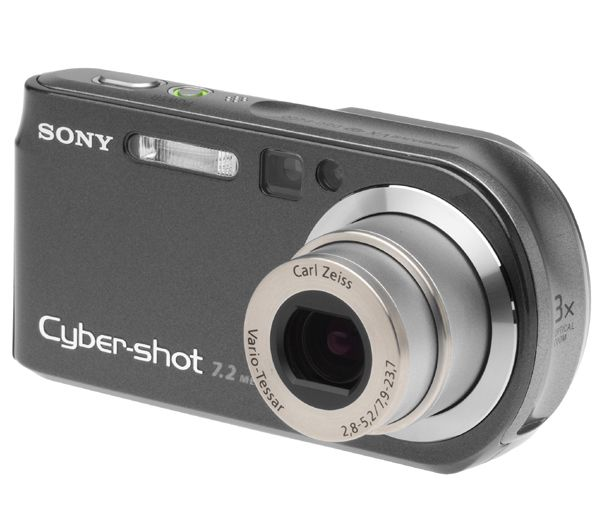
Sony Cyber-Shot DSC-P200

- DSC-P1 (2000, 1.5" LCD, 3 mpix, 3x optisk zoom) [19]
- DSC-P10 (2003, 1.5" LCD, 5.0 mpix, 3x optisk zoom)
- DSC-P100 (2004, 5.1 mpix, 3x optisk zoom) [20]
- DSC-P12 (Same as DSC-P10, packaged with more accessories)
- DSC-P120 (special edition version of DSC-P100)
- DSC-P150 (2004, 7.2 mpix, 3x optisk zoom)
- DSC-P2
- DSC-P20 (2001–2002, 1.3 mpix, 3x digital zoom) [21]
- DSC-P200 (2005, 2" LCD screen, 7.2 mpix, 3x optisk zoom) [22]
- DSC-P3
- DSC-P30
- DSC-P31 (2002–2003, 2 mpix, 3x digital zoom) [23]
- DSC-P32 (3.2 mpix, 1.6x digital zoom) [24]
- DSC-P41 (2004, 4.1 mpix, fixed lens)
- DSC-P5
- DSC-P50
- DSC-P51 (2.1 mpix, 2x optisk zoom)
- DSC-P52 (2003, 3.2 mpix, 2x optisk zoom)
- DSC-P53
- DSC-P7 (3.1 mpix, 3x optisk zoom) [25]
- DSC-P71 (2002, 3 mpix, 3x optisk zoom) [26]
- DSC-P72 (2003, 3.2 mpix, 3x optisk zoom) [27]
- DSC-P73 (2004, 4.1 mpix, 3x optisk zoom) [28]
- DSC-P8 (2003, 1.5" LCD, 3.1 mpix, 3x optisk zoom) [29]
- DSC-P9 (2002, 1.5" LCD, 4.0 mpix, 3x optisk zoom)
- DSC-P92 (2003, 5 mpix, 3x optisk zoom) [30]
- DSC-P93 (2004, 5.0 mpix, 3x optisk zoom) [31]

### R-serien
- DSC-R1 (2005–2006, 10.3 mpix. 5x 24-120 mm. optisk zoom, first Cyber-shot to use CMOS)[32]) [32]

### S-serien

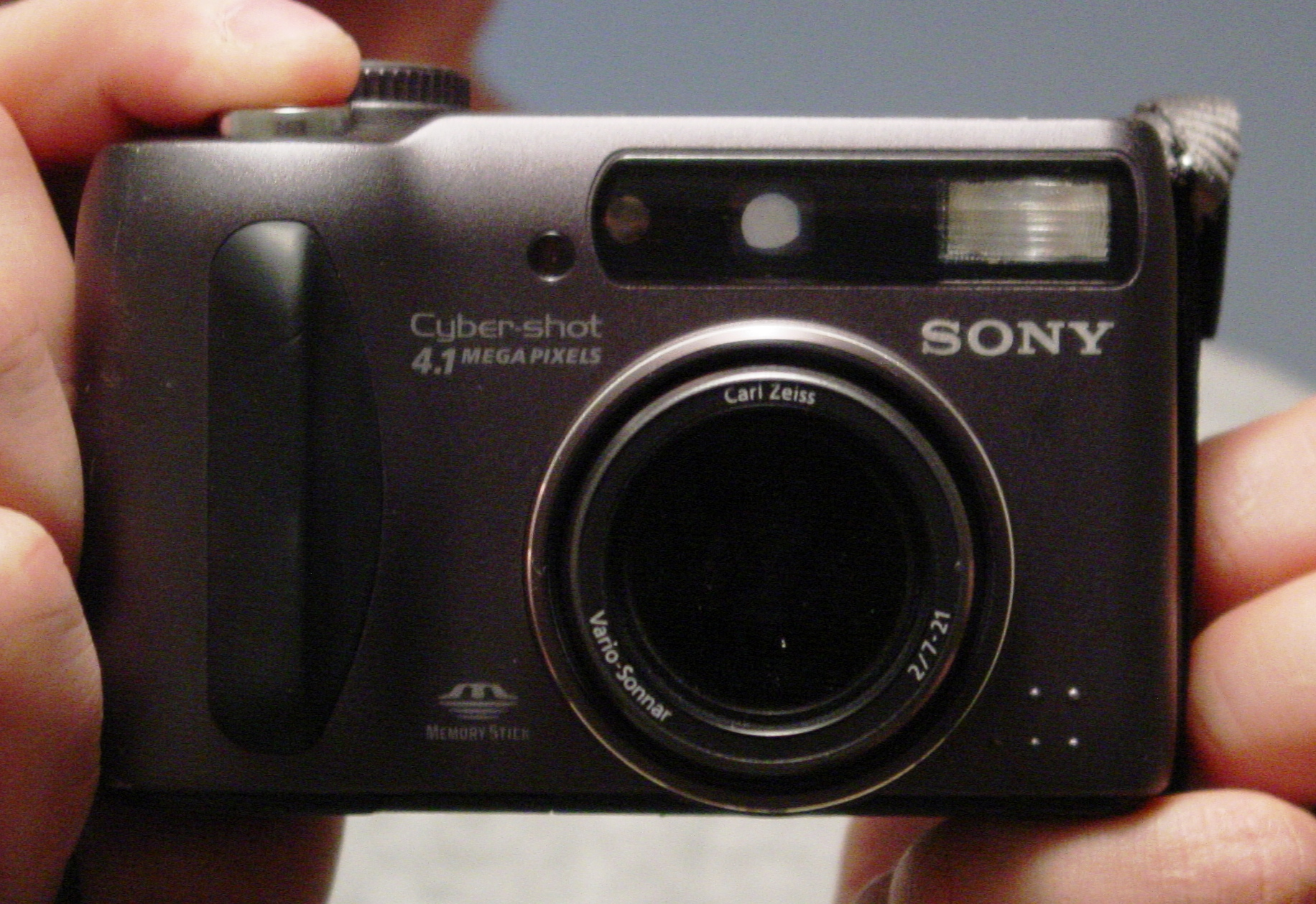
Sony Cyber-shot DSC-S85

- DSC-S30 (2000, 1.3 mpix, 3x optisk zoom)
- DSC-S40 (2005, 4.0 mpix, 3x optisk zoom)
- DSC-S50 (2005, 2.1 mpix, 3x optisk zoom)
- DSC-S500 (6.0 mpix. 3x optisk zoom) [33]
- DSC-S60 (2005, 2" LCD, 4.0 mpix) [34]
- DSC-S600 (2006, 6.0 mpix. 3x optisk zoom) [35]
- DSC-S650 (2007, 7.2 mpix, 3x optisk zoom)
- DSC-S70 (2000, 3.3 mpix) [36]
- DSC-S700 (2007, 7.2 mpix, 3x optisk zoom)
- DSC-S730 (2008, 7.2 mpix. 3x optisk zoom)
- DSC-S75 (2001, 3.3 mpix) [37]
- DSC-S750 (2008, 7.2 mpix. 3x optisk zoom)
- DSC-S780 (2008, 8.1 mpix. 3x optisk zoom)
- DSC-S80 (2005, 4.1 mpix, 3x optisk zoom) [38]
- DSC-S800 (2007, 8.1 mpix. 6x optisk zoom)
- DSC-S85 (2001, 4.1 mpix) [39]
- DSC-S90 (2005, 4.1 mpix, 3x optisk zoom) [40]

### T-serien

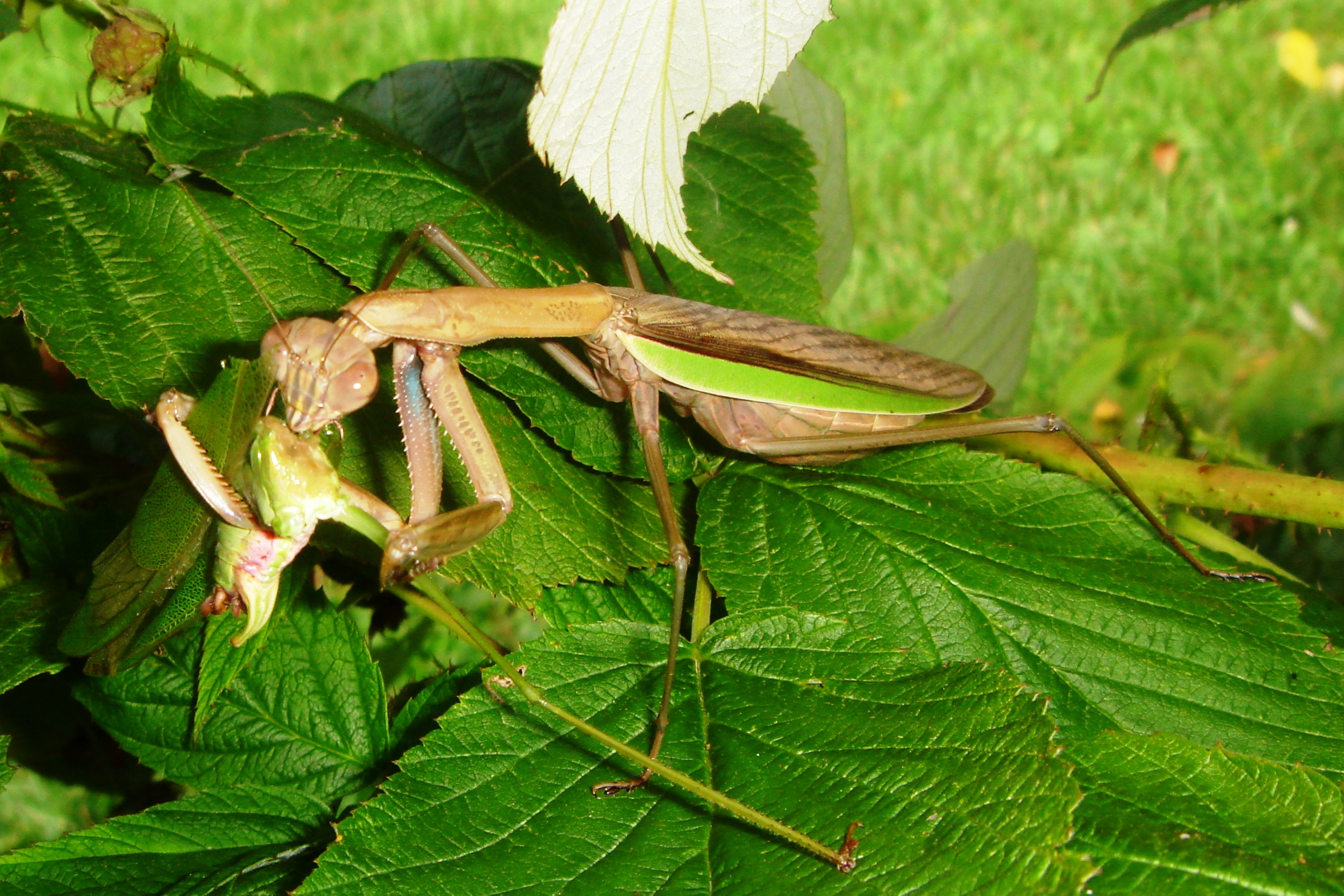
En bönsyrsa fotad med en Sony Cyber-shot DSC-T5

- DSC-T1 (2004, 5.1 mpix. 3x optisk zoom) [41]
- DSC-T10 (2006, 2.5" LCD, 7.2 mpix, 3x optisk zoom)
- DSC-T100 (3.0" LCD, 8.0 mpix. 5x optisk zoom)
- DSC-T11 (2004, 5.0 mpix, 3x optisk zoom)
- DSC-T2 (2007, 8.1 mpix. 3x optisk zoom, 4 GB internt minne)
- DSC-T20 (2007, 8.0 mpix, 3x optisk zoom)
- DSC-T200 (2007, 3.5" touchscreen LCD, 8.1 mpix, 5x optisk zoom)
- DSC-T3 (2004, 5 mpix. 3x optisk zoom) [42]
- DSC-T30 (2006, 3" LCD, 7.2 mpix, 3x optisk zoom) [43]
- DSC-T300 (2008, 3.5" touchscreen LCD, 10.1 mpix, 5x optisk zoom)
- DSC-T33 (2005, 5.0 mpix, 3x optisk zoom)
- DSC-T5 (2005, 2.5" LCD, 5 mpix, 3x optisk zoom) [44]
- DSC-T50 (3.0" LCD touchscreen, 7.2 mpix. 3x optisk zoom) [45]
- DSC-T500 (2008, 3.5" touchscreen LCD, 10.1 mpix, 5x optisk zoom, 720p HD-film)
- DSC-T7 (2005, 2.5" LCD, 5.1 mpix, 3x optisk zoom) [46]
- DSC-T70 (2007, 8.1 mpix, 3.0" LCD touchscreen, 3x optisk zoom)
- DSC-T700 (2008, 3.5" touchscreen LCD, 4 GB internal memory , 10.1 mpix, 4x optisk zoom) [47]
- DSC-T75 (2007, 8.1 mpix, 3.0" LCD touchscreen, 3x optisk zoom)
- DSC-T77 (2008, 10.1 mpix, 3.0" LCD touchscreen, 4x optisk zoom)
- DSC-T9 (2006, 2.5" LCD, 6 mpix, 3x optisk zoom) [48]

### U-serien
- DSC-U10
- DSC-U20
- DSC-U30 (2003, 2.0 mpix)
- DSC-U40
- DSC-U50
- DSC-U60

### V-serien
- DSC-V1 (2003, 1.5" LCD, 5.0 mpix, 4x optisk zoom) [49]
- DSC-V3 (2004, 2.5" LCD, 7.1 mpix, 4x optisk zoom) [50]

### W-serien

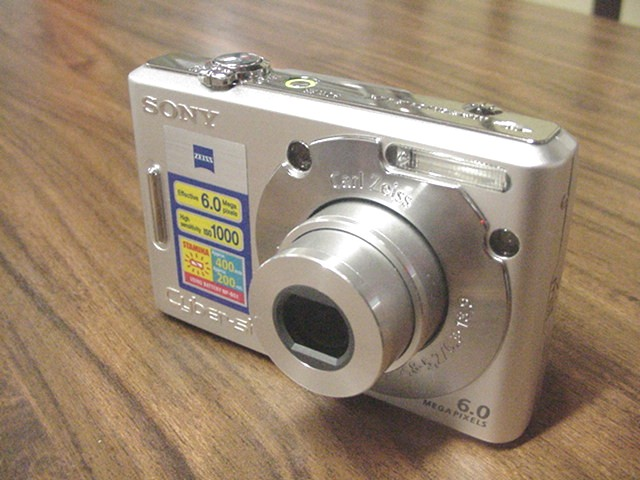
Sony Cyber-shot DSC-W30

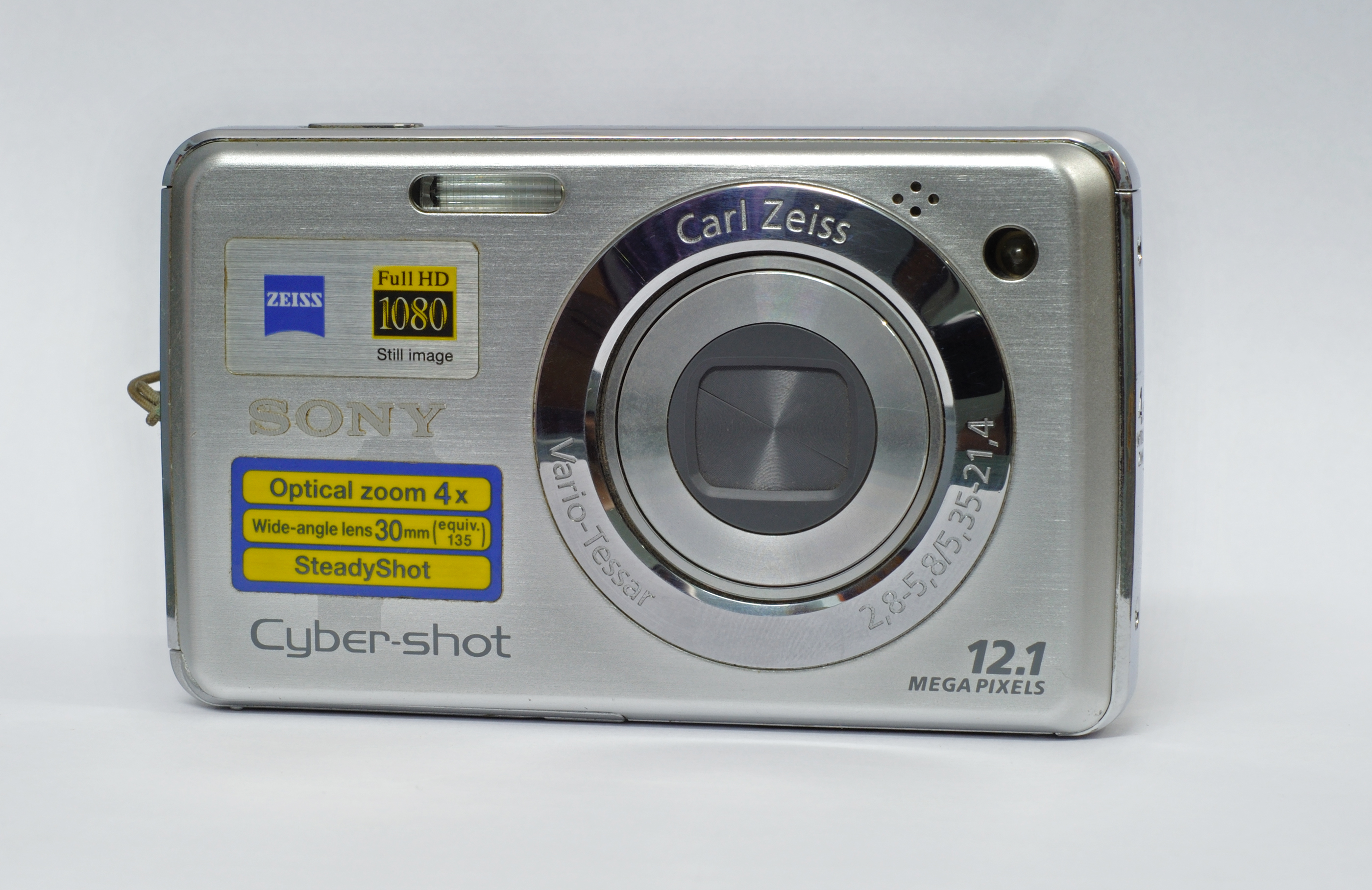
Sony Cyber-shot DSC-W210

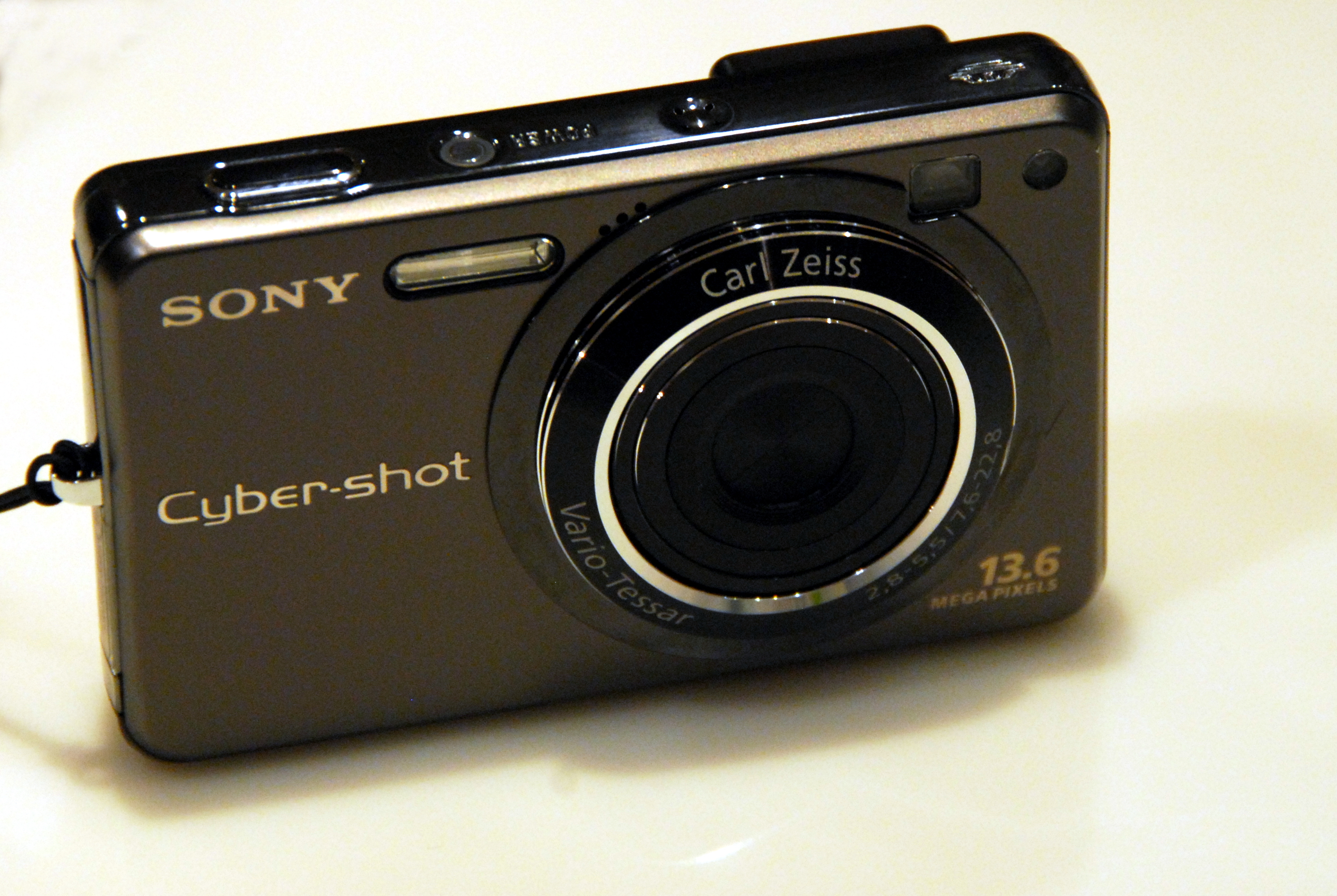
Sony Cyber-shot DSC-W300

- DSC-W1 (2004, 5.0 mpix, 3x optisk zoom)
- DSC-W100 [51]
- DSC-W110 (2008, 7.2 mpix, 4x optisk zoom)
- DSC-W120 (2008, 7.2 mpix, 4x optisk zoom)
- DSC-W130 (2008, 8.1 mpix, 4x optisk zoom)
- DSC-W150 (2008, 8.1 mpix, 5x optisk zoom)
- DSC-W170 (2008, 10.1 mpix, 5x optisk zoom)
- DSC-W200 (2007, 12.1 mpix, 3x optisk zoom) [52]
- DSC-W30 (2006, 6 mpix, 3x optisk zoom) [53]
- DSC-W300 (2008, 13.6 mpix, 3x optisk zoom) [54]
- DSC-W35 (2007, 7.2 mpix, 3x optisk zoom)
- DSC-W5 (2005, 5.1 mpix, 3x optisk zoom)
- DSC-W50 (2006, 6.2 mpix, 3x optisk zoom) [55]
- DSC-W55 (2007, 7.2 mpix, 3x optisk zoom)
- DSC-W7 (2005, 7.1 mpix, 3x optisk zoom)
- DSC-W70 (2006, 7.2 mpix, 3x optisk zoom)
- DSC-W80 (2007, 7.2 mpix, 3x optisk zoom, HDTV-utgång)
- DSC-W90 (8.1 mpix, 3x optisk zoom)
- DSC-W310 (2010, 12.1 megapixel, 4x optical zoom, 2.7˝ LCD)
- DSC-W320 (2010, 14.1 megapixel, 4x optical zoom, 2.7˝ LCD)
- DSC-W330 (2010, 14.1 megapixel, 4x optical zoom, 3.0˝ LCD)
- DSC-W350 (2010, 14.1 megapixel, 4x optical zoom, HD Movie 720p, 2.7˝ LCD)
- DSC-W360 (2010, 14.1 megapixel, 4x optical zoom, HD Movie 720p, 3.0˝ LCD)
- DSC-W370 (2010, 14.1 megapixel, 7x optical zoom, HD Movie 720p, 3.0˝ LCD)
- DSC-W380 (2010, 14.1 megapixel, 5x optical zoom, HD Movie 720p, 2.7˝ LCD)
- DSC-W390 (2010, 14.1 megapixel, 5x optical zoom, HD Movie 720p, 3.0˝ LCD)
- DSC-W510 (2011, 12.1 megapixel, 4x optical zoom, 2.7" LCD)
- DSC-W520 (2011, 14.1 megapixel, 5x optical zoom, 2.7" LCD)
- DSC-W530 (2011, 14.1 megapixel, 4x optical zoom, 2.7" LCD)

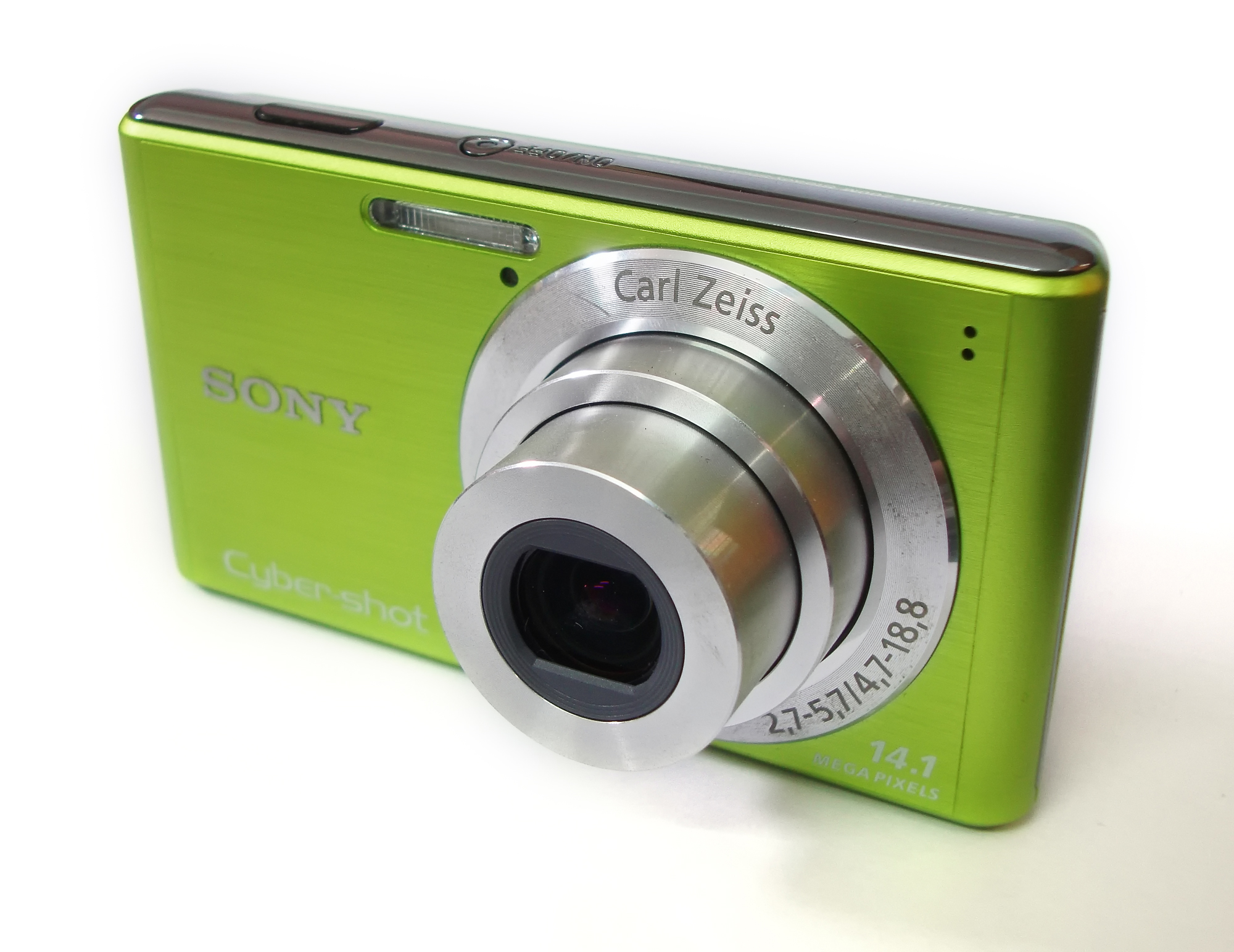
Sony Cyber-shot DSC-W530 (2011)

- DSC-W550 (2011, 14.1 megapixel, 4x optical zoom, 3.0" LCD)
- DSC-W560 (2011, 14.1 megapixel, 4x optical zoom, HD Movie 720p, 3.0" LCD)
- DSC-W570 (2011, 16.1 megapixel, 5x optical zoom, HD Movie 720p, 2.7" LCD)
- DSC-W580 (2011, 16.1 megapixel, 5x optical zoom, HD Movie 720p, 3.0" LCD)
- DSC-WX1  (2009, 10.2 megapixel, NO Manual Mode, 5x optical zoom, G Lens, Sweep Panorama, HD Movie 720p)[56]
- DSC-WX5  (2010, 12.2 megapixel, 5x optical zoom, G Lens, 3D Sweep Panorama, HD Movie 1080i, 2.8˝ LCD)
- DSC-WX7  (2011, 16.2 megapixel, 5x optical zoom, 3D Sweep Panorama, HD Movie 1080i, 2.3˝ LCD)
- DSC-WX9  (2011, 16.2 megapixel, 5x optical zoom, 3D Sweep Panorama, Full HD 1080/60i video, 3.0˝ LCD)
- DSC-WX10  (2011, 16.2 megapixel, 7x optical zoom, G Lens, 3D Sweep Panorama, HD Movie 1080i, 2.8˝ LCD)

## Sony Ericsson mobiltelefoner

### Händelser
- I juli 2006 lanserade Sony Ericsson (ett samriskföretag mellan Sony och Ericsson) den första mobiltelefon med en inbyggd Cyber-shotkamera, Sony Ericsson K800. Kameran hade 3.2 megapixlar och en Xenonblixt.

- Den 6 februari 2007 lanserades K810i, också inbyggd Cyber-shotkamera, som var en vidareutveckling av K800 med bland annat autofokus. Vidare utökade Sony Ericsson Cyber-shotserien till K550 som hade en kamera med 2.0 megapixlar och Lysdiodsblixt.

- Den 14 juni 2007 lanserades K850.

### Funktioner
Alla Sony Ericssons mobiltelefoner (undantag för modeller markerade med * som endast stöds av storsäljande modeller) med inbyggd Cyber-shotkamera erbjuder följande funktioner:
- Digitalzoom
- Autofokus
- Fotoblixt (Xenon eller Lysdiod) med reducering för röda ögon
- Bildstabiliserare *
- Photo Fix (enklare redigering av foton)
- PhotoDJ (för att förbättra bilder)
- BestPic (Sony Ericssons varumärke för Burst Mode) *
- Fotobloggning
- Mediaspelare
- Videoinspelare
- Videostabiliserare *
- Streaming video

## Kuriosa
Två telefoner, K800 och C902, med Cyber-shotkamera har synts i James Bond-filmen Quantum of Solace.